# Axel Nickolaus

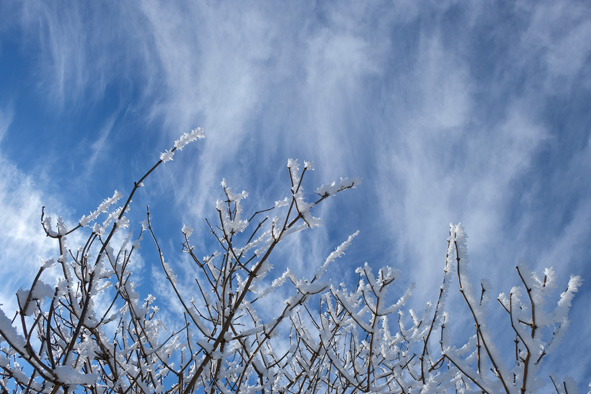
Wintersturm 2018

Axel Nickolaus (* 16. November 1951 in Göttingen) ist ein deutscher Fotograf und Bildjournalist. Seine Leidenschaft gilt der emphatischen Fotografie, dem Menschen in seiner individuellen Persönlichkeit und seinen  Lebensumständen.  Studien zur Stadt- und Landschaftsfotografie runden das bildnerische Engagement ab. In Bildbänden und Ausstellungen sind es vor allem Landschaften und Reisereportagen, in denen er sich künstlerisch mit der Natur und dem Lebensumfeld des Menschen auseinandersetzt. Ferner widmet Nickolaus sich der Vermittlung von Fotografie in Abendkursen und Wochenendveranstaltungen.

## Werdegang
Nach einer kaufmännischen Lehre in seiner Heimatstadt hat er ab 1982 bei Meyer-Veden an der Muthesiusschule in Kiel Fotodesign studiert und schloss dieses 1987 mit dem Diplom „Fotodesigner“ ab. Als Mitarbeiter im Kulturressort der  Kieler Nachrichten hat er  Bildmaterial von Künstlern und Kulturschaffenden erstellt. Besonders prägen seine Bilder über ein viertel Jahrhundert das öffentliche Bild des  Schleswig-Holstein Musik Festivals mit. Nickolaus hat seinen familiären Lebensmittelpunkt in Berlin, ohne seine langjährige berufliche Heimat Kiel aufgegeben zu haben. Noch heute ist er in Schleswig-Holstein fotografisch tätig.

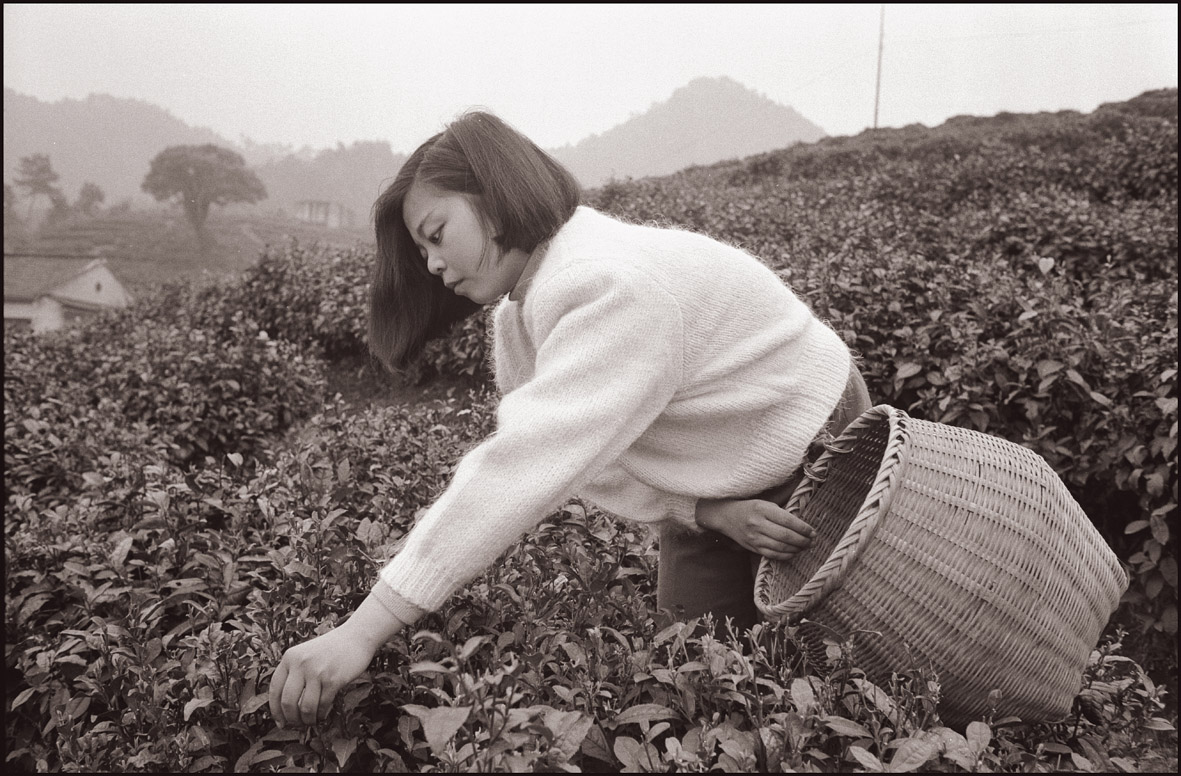
Buch und Ausstellung WEG DER WEISHEIT 1994/2017

## Werk
Neben seiner hauptsächlich journalistischen Tätigkeit hat er als PR- und Studiofotograf auch Unternehmen und Wohlfahrtsverbände porträtiert. Heute bilden die umfassenden kulturell-journalistischen Erfahrungen in Verbindung mit den Blickwinkeln eins freischaffenden Fotografen die Grundlagen seines Unterrichtens an öffentlichen Einrichtungen. Seit 1983 in Kiel und seit 2012 auch in Berlin führen diese seine Teilnehmer durch die Facetten der Fotografie. Seit 2015 wird seine Lehrtätigkeit durch das Portal „fotowork24“ für Studenten und Kursteilnehmer flankiert, das als Informations- und Arbeitsplattform entwickelt wurde. Die künstlerischen Arbeiten von Axel Nickolaus im Bereich der Landschafts-, Reportage- und Portraitfotografie wurden im Selbstverlag präsentiert. Bildbände in Einzelproduktion, Abzüge und Drucke zeigen einen Überblick seines Schaffens.
Die Eindrücke seiner Studienreisen durch Frankreich, China und Amerika sind in  Mappen zusammengefasst, die in von ihm gestalteten Ausstellungen und Büchern ihre Verbreitung finden.

## Ausstellungen
- China Today, Art Gallery, Ausstellung an der University of Murray Kentucky, 1994
- Amerika Amerika, Ausstellung mit USA-Bildern im Kultusministerium in Kiel, 1995
- Trümmerfrauen, Ausstellung im Auftrag des Frauenministerium in Kiel, 1995
- Bilder aus China, Ausstellung in der Galerie der VHS Kiel, 1995
- Mitarbeiter-Portraits, Ausstellung im BASF-Werk Schwarzheide, 2006
- Menschen mit Hoffnung Ausstellung zum 100-jährigem Jubiläum der Lukas-Gemeinde Berlin, 2007
- Dat klinkt lekker, Ausstellung über das Schleswig-Holstein Musik Festival, Dataport Kiel, 2007
- Mitarbeiter-Portraits, Ausstellung im Hotel Scesplana, Graubünden, 2010
- Schau der Tausend Bilder, Ausstellung im Verband Bildender Künstler Kiel, 2017
- SHFO – Das internationale Jugendorchester des Schleswig-Holstein Musik Festivals, (SHMF), Nordkolleg Rendsburg 2017
- Weg Der Weisheit -Ausstellung Christus-Gemeinde Woltersdorf e.V., 2017
- Weg Der Weisheit -Ausstellung im Kirchenkai in Kiel 2018

## Publikationen
- Ingo Wulff (Herausgeber), Axel Nickolaus (Illustrator): Axel Nickolaus, Künstlerporträts. Achtundsechzig Photographien. Nieswand-Verlag, Kiel 1992, ISBN 3-926048-51-4 (Ausstellungskatalog)
- Heiko Arntz (Herausgeber); Axel Nickolaus, Michael Ruff u. a. (Fotografien): Das Fest zwischen den Meeren = The festival between the seas. Schleswig-Holstein-Musik-Festival. Murmann, Hamburg 2006, ISBN 3-938017-53-8
- Sabine Schrader, Anja Wiese, Axel Nickolaus: Trends und Lifestyle Förde und Seen. Kiel, Eckernförde, Plön, Flensburg. Neuer Umschau-Buchverlag, Neustadt an der Weinstraße 2008, ISBN 978-3-86528-392-4
- Sabine Schrader, Axel Nickolaus: Handwerk, Design, Kunst, Tradition – Schleswig-Holstein. Umschau, Neustadt an der Weinstraße 2009, ISBN 978-3-86528-454-9
- Hanne Bahra, Axel Nickolaus: Handwerk, Design, Kunst und Tradition – Berlin. Umschau, Neustadt an der Weinstraße 2009, ISBN 978-3-86528-440-2

- Das Jugendorchester des SHMF, Auflage 2014
- Jazz Baltica Family, Auflage 2015
- JUBILEE Das Jazz-Heft zur Jazz Baltica von, Auflage 2015
- Jazz Baltica Family, Auflage 2016
- WEG DER WEISHEIT,  2016